# 维克托·托缅科
维克托·彼得罗维奇·托缅科（羅馬化：Viktor Petrovich Tomenko；1971年5月12日—）是俄罗斯政治人物，现任阿尔泰边疆区行政长官。
托缅科于2022年因俄乌战争而受到英国政府制裁。‘